# Jamesonia imbricata
Jamesonia imbricata là một loài thực vật có mạch trong họ Adiantaceae. Loài này được (Sw.) Hook. & Grev. miêu tả khoa học đầu tiên năm 1831.